# Henrik af Mecklenburg-Schwerin
Henrik (tysk: Heinrich; nederlandsk: Hendrik) (19. april 1876 – 3. juli 1934) var en tysk prins af Mecklenburg-Schwerin, der var prinsgemal af Nederlandene fra 1901 til 1934 som ægtefælle til Dronning Vilhelmine af Nederlandene.

## Biografi
Henrik blev født den 19. april 1876 i Schwerin i Mecklenburg som ellevte og yngste barn af Storhertug Frederik Frans 2. af Mecklenburg-Schwerin i hans tredje ægteskab med Marie af Schwarzburg-Rudolstadt. Han blev uddannet på Vitzthum Gymnasium i Dresden og foretog derefter flere rejser gennem Asien og Amerika. Han blev uddannet som officer på krigskolen i Metz og blev herefter løjtnant i Garde-Jäger-bataljonen i den preussiske hær.
Efter langtrukne forhandlinger blev han forlovet med Dronning Vilhelmine af Nederlandene. De blev gift den 7. februar 1901 i Haag. Dagen før ægteskabet fik han titel af Prins af Nederlandene og prædikat af Kongelig Højhed. Det arrangerede ægteskab blev ulykkeligt. Der blev kun født et overlevende barn i ægteskabet, datteren Juliana, der i 1948 efterfulgte sin mor som regerende dronning af Nederlandene.
Henrik blev udnævnt til kontreadmiral, generalmajor à la suite, viceadmiral og generalløjtnant. Selv om han var medlem af statsrådet, stod han til sin store utilfredshed udenfor politisk indflydelse.
Prins Henrik døde den 3. juli 1934 i Haag af et hjertetilfælde.

## Børn
Vilhelmine fik 4 aborter (1901, 1906 og to gange i 1912) og en dødfødt søn i 1902, men kun ét overlevende barn:
- Abort (9. november 1901)
- Dødfødt søn (4. maj 1902)
- Abort (23. juli 1906)
- Juliana (1909-2004), Dronning af Nederlandene 1948-1980

∞ Bernhard af Lippe-Biesterfeld (1911-2004)
- Abort (23. januar 1912)
- Abort (20. oktober 1912)